# Campeonato Europeu de Atletismo em Pista Coberta de 2019 - Salto com vara masculino
A prova do salto com vara masculino do Campeonato Europeu de Atletismo em Pista Coberta de 2019 foi disputada entre os dias  1 e 2 de março de 2019 na Emirates Arena, em Glasgow, no Reino Unido. 

## Recordes
Antes desta competição, os recordes mundiais e do campeonato nesta prova eram os seguintes:
|                       | Nome              | Nacionalidade | Altura  | Local   | Data                    |
| --------------------- | ----------------- | ------------- | ------- | ------- | ----------------------- |
| Recorde mundial       | Renaud Lavillenie | França        | 6m 16cm | Donetsk | 15 de fevereiro de 2014 |
| Recorde do campeonato | Renaud Lavillenie | França        | 6m 04cm | Praga   | 7 de março de 2015      |
| Recorde europeu       | Renaud Lavillenie | França        | 6m 16cm | Donetsk | 15 de fevereiro de 2014 |

## Medalhistas
| Ouro                      | Prata             | Bronze                       |
| Paweł Wojciechowski (POL) | Piotr Lisek (POL) | Melker Svärd Jacobsson (SWE) |

## Cronograma
Todos os horários são locais (UTC+0).
| Data       | Hora  | Evento       |
| ---------- | ----- | ------------ |
| 1 de março | 19:06 | Qualificação |
| 2 de março | 18:10 | Final        |

## Resultados

### Qualificação
Qualificação: 5,80 m (Q) ou os 8 melhores qualificados (q).

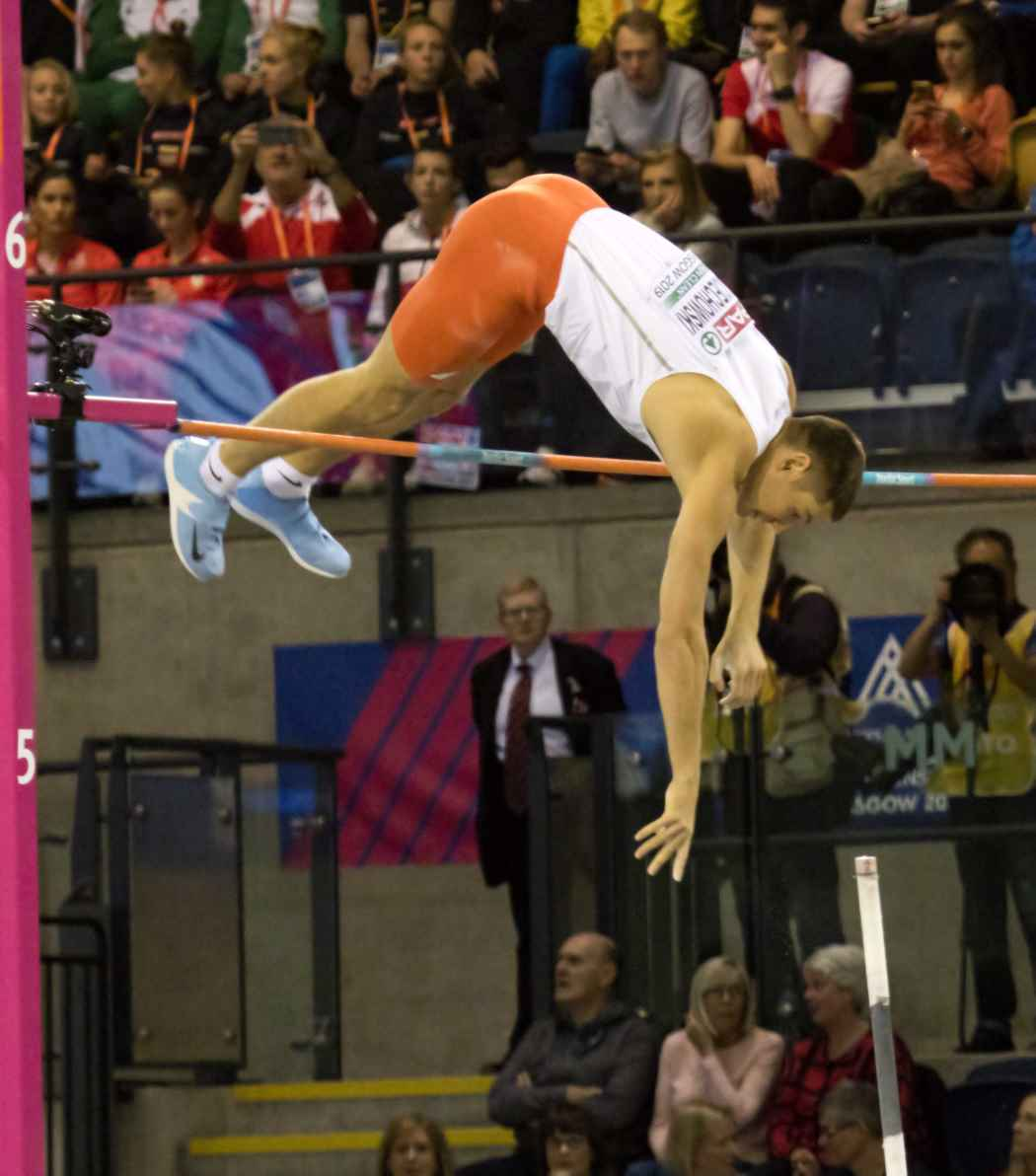
Paweł Wojciechowski levou a medalha de ouro.

| Posição | Atleta                 | Nacionalidade               | 5.20 | 5.35 | 5.50 | 5.60 | 5.70 | Resultados | Notas |
| ------- | ---------------------- | --------------------------- | ---- | ---- | ---- | ---- | ---- | ---------- | ----- |
| 1       | Emmanouil Karalis      | Grécia                      | –    | –    | o    | o    | o    | 5.70       | q     |
| 1       | Piotr Lisek            | Polónia                     | –    | –    | o    | o    | o    | 5.70       | q     |
| 3       | Sondre Guttormsen      | Noruega                     | –    | xo   | o    | o    | o    | 5.70       | q     |
| 4       | Bo Kanda Lita Bähre    | Alemanha                    | –    | o    | xxo  | o    | o    | 5.70       | q, =  |
| 5       | Claudio Michel Stecchi | Itália                      | –    | –    | o    | o    | xo   | 5.70       | q     |
| 6       | Georgiy Gorokhov       | Atletas Neutros Autorizados | –    | o    | xo   | o    | xo   | 5.70       | q, =  |
| 6       | Melker Svärd Jacobsson | Suécia                      | –    | o    | –    | xo   | xo   | 5.70       | q     |
| 8       | Konstadinos Filippidis | Grécia                      | –    | o    | o    | o    | xx-  | 5.60       | q     |
| 8       | Paweł Wojciechowski    | Polónia                     | –    | o    | o    | o    | xx-  | 5.60       | q     |
| 10      | Axel Chapelle          | França                      | –    | –    | o    | x-   | xx   | 5.50       |       |
| 10      | Robert Sobera          | Polónia                     | –    | o    | o    | x-   | xx   | 5.50       |       |
| 12      | Ivan Horvat            | Croácia                     | o    | o    | xxx  |      |      | 5.35       |       |
| 13      | Matěj Ščerba           | Chéquia                     | xo   | xo   | xxx  |      |      | 5.35       |       |
| 14      | Alioune Sene           | França                      | –    | xxo  | xxx  |      |      | 5.35       |       |

### Final
A final aconteceu às 18:10 no dia 2 de março de 2019. 
| Posição           | Atleta                 | Nacionalidade               | 5.30 | 5.45 | 5.55 | 5.65 | 5.75 | 5.80 | 5.85 | 5.90 | 5.95 | Resultados | Notas           |
| ----------------- | ---------------------- | --------------------------- | ---- | ---- | ---- | ---- | ---- | ---- | ---- | ---- | ---- | ---------- | --------------- |
| Medalha de ouro   | Paweł Wojciechowski    | Polónia                     | o    | o    | o    | xxo  | xo   | o    | x-   | xo   | xxx  | 5.90       | Recorde pessoal |
| Medalha de prata  | Piotr Lisek            | Polónia                     | –    | o    | –    | o    | o    | o    | o    | xx-  | x    | 5.85       |                 |
| Medalha de bronze | Melker Svärd Jacobsson | Suécia                      | –    | –    | xxo  | –    | xxo  | x-   | xx   |      |      | 5.75       |                 |
| 4                 | Emmanouil Karalis      | Grécia                      | –    | –    | o    | o    | xxx  |      |      |      |      | 5.65       |                 |
| 4                 | Claudio Michel Stecchi | Itália                      | –    | –    | o    | o    | xxx  |      |      |      |      | 5.65       |                 |
| 6                 | Sondre Guttormsen      | Noruega                     | xo   | o    | o    | xxx  |      |      |      |      |      | 5.55       |                 |
| 7                 | Bo Kanda Lita Bähre    | Alemanha                    | –    | o    | xo   | xxx  |      |      |      |      |      | 5.55       |                 |
| 8                 | Georgiy Gorokhov       | Atletas Neutros Autorizados | o    | –    | xxo  | xxx  |      |      |      |      |      | 5.55       |                 |
|                   | Konstadinos Filippidis | Grécia                      | –    | xxx  |      |      |      |      |      |      |      | NM         |                 |

Legenda
| Recorde mundial       | Recorde mundial (World record)               |                       | Recorde africano                      | Recorde africano (African) |                                           | Q | Classificado por posição (Qualified) |
| Recorde do campeonato | Recorde do campeonato (Championship record)  | Recorde da América    | Recorde da América (Americas)         | q                          | Classificado por melhor tempo (Qualified) |   |                                      |
| Melhor marca do ano   | Melhor marca do ano (World leading)          | Recorde asiático      | Recorde asiático (Asian)              | DNS                        | Não largou (Did not start)                |   |                                      |
| Recorde nacional      | Recorde nacional (National record)           | Recorde europeu       | Recorde europeu (European)            | DNF                        | Não terminou (Did not finish)             |   |                                      |
| Recorde pessoal       | Recorde pessoal do atleta (Personal best)    | Recorde da Oceania    | Recorde da Oceania (Oceania)          | DSQ / DQ                   | Desclassificado (Disqualified)            |   |                                      |
| Recorde da temporada  | Recorde da temporada do atleta (Season best) | Recorde sul-americano | Recorde sul-americano (South America) | NM                         | Sem marca (No mark)                       |   |                                      |